# 韦诺斯克
韦诺斯克（法語：Vénosc，法語發音：[venɔsk]）是法国伊泽尔省的一个旧市镇，位于该省东南部，属于格勒诺布尔区。2017年，韦诺斯克与市镇蒙德朗合并为新市镇莱德萨尔普。

## 地理
韦诺斯克（44°59'24"N, 6°6'56"E）面积25.06 平方千米，位于法国奥弗涅-罗讷-阿尔卑斯大区伊泽尔省，该省份为法国东南部内陆省份，北起顺时针与安省、萨瓦省、上阿尔卑斯省、德龙省、阿尔代什省、卢瓦尔省和罗讷省。
与韦诺斯克接壤的市镇（或旧市镇、城区）包括：瓦桑堡、蒙德朗、瓦桑地区圣克里斯托夫、瓦尔茹夫雷。

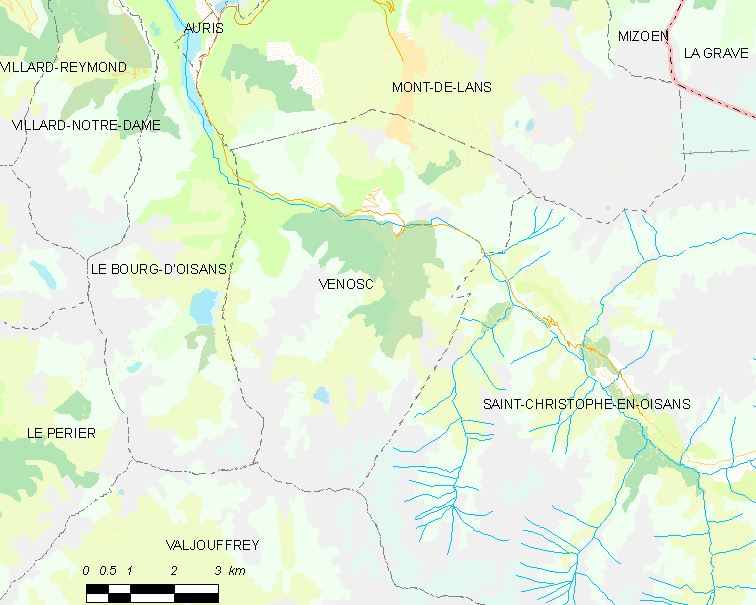
韦诺斯克的OSM定位图

韦诺斯克的时区为UTC+01:00、UTC+02:00（夏令时）。

## 行政
韦诺斯克的邮政编码为38520、38860，INSEE市镇编码为38534。

## 政治
韦诺斯克所属的省级选区为瓦桑-罗曼什县。

## 人口

1962-2008年间韦诺斯克人口变化图示

韦诺斯克于2018年1月1日时的人口数量为819人。